# Estación de Moscavide
La Estación Ferroviaria de Moscavide es una estación de la línea de Sintra y de la línea de Azambuja de la red de trenes suburbanos de Lisboa, situada en la parroquias de Moscavide, ayuntamiento de Loures, Portugal.